# Rio Deseado
O rio Deseado é um curso de água da Argentina na  província de Santa Cruz. O rio nasce do lago Buenos Aires e viaja 615 km através da Patagônia para desaguar no oceano Atlântico.
A sua foz no oceano Atlântico dá como resultado a formação da ria Deseado, estuário com grande importância biológica, declarado área natural protegida da Argentina.